# Coritiba FBC
Coritiba Foot Ball Club, allmänt känt som Coritiba och i folkmun kallat "Coxa", är en brasiliansk fotbollsklubb från Curitiba, huvudstad i den brasilianska delstaten Paraná. Grundad 1909 av tyska invandrare, är det den äldsta fotbollsklubben och klubben med flest titlar i delstaten.
Coritibas hemmaarena är Estádio Couto Pereira, byggd 1932, med en kapacitet på 40 000 fans. Dess huvudrivalitet är med Athletico Paranaense, med vilka de spelar derbyt Atletiba, en av de stora rivaliteterna inom brasiliansk fotboll, och tävlar också i derbyt Paratiba, som avgörs med Paraná Clube.
Coritiba var den första klubben från Paraná att vinna Brasilianska mästerskapet år 1985, vilket bröt hegemonin för lag från São Paulo, Rio de Janeiro, Rio Grande do Sul och Minas Gerais som hade varat sedan 1960-talet. De har också vunnit två Brasilianska mästerskap Série B-titlar, år 2007 och 2010. Klubben har vunnit Paraná State Championship 39 gånger - mer än båda sina huvudrivaler kombinerat (Athletico Paranaense med 27 titlar och Paraná Clube med 7).
I juni 2023 slutförde Treecorp Investimentos köpet av 90% av klubbens SAF, i en affär som värderades till 1,1 miljarder reais.

## Översikt
Coritiba är den första klubben från södra Brasilien som har vunnit en nationell titel, 1973 års Torneio do Povo, och är även den första södra klubben som har tävlat i båda huvudkontinentala tävlingarna, Copa Libertadores och Copa Sudamericana.
Den var både den första klubben från Paraná som har vunnit Série A (huvudtiteln i Brasilien) och att nå semifinalerna i landets andra stora tävling, Copa do Brasil, år 1991, 2001, 2009, samt att nå finalerna år 2011 och 2012.
Den enda klubben som har sex på varandra följande Paranaense-titlar, mellan 1971 och 1976, är Coritiba även den klubben med flest framträdanden i denna mästerskap. Med över 30 000 medlemmar rankas den för närvarande som #1 i FPF, 14:e plats på CBF ranking, 83:e plats på Conmebols ranking och 125:e plats på den internationella IFFHS-rankingen. Klubben har över 30 000 medlemmar.
Från och med 2013 har den partnerskap (inklusive lån och utbyten av unga spelare) med Porto och Benfica från Portugal, Chivas Guadalajara från Mexiko, Daegu från Sydkorea och VVV-Venlo från Nederländerna.
Klubben innehar fortfarande rekordet för flest på varandra följande segrar, 24 (tjugofyra), i officiella tävlingar, och den längsta sviten bland brasilianska lag, med över 4 800 spelade matcher i sin historia.
Coritiba är den första fotbollsklubben i södra Brasilien att börja omfamna amerikansk fotboll. Coritiba Crocodiles är ett amerikanskt fotbollslag som bildats genom sammanslagningen av Coritiba (amerikansk fotboll) och Barigui Crocodiles, som är tre gånger brasilianska mästare, nio gånger delstatsmästare och två gånger i den södra konferensen.

## Utmärkelser

### Nationellt
- Campeonato Brasileiro Série A: 1 ::1985
- Campeonato Brasileiro Série B: 2 ::2007, 2010

### Delstat
- Campeonato Paranaense: 39 ::1916, 1927, 1931, 1933, 1935, 1939, 1941, 1942, 1946, 1947, 1951, 1952, 1954, 1956, 1957, 1959, 1960, 1968, 1969, 1971, 1972, 1973, 1974, 1975, 1976, 1978, 1979, 1986, 1989, 1999, 2003, 2004, 2008, 2010, 2011, 2012, 2013, 2017, 2022

### Andra
- Taça Cidade de Curitiba/Taça Clemente Comandulli: 2

1976, 1978

### Vänskapsturneringar
- Fita Azul Internacional: 1

1972
- Curitiba International Summer Tournament (Curitiba, Brasilien): 3

1968, 1970, 1971
- Pierre Colon Trophy (Vichy, Frankrike): 1

1969
- Akwaba Trophy (Abidjan, Elfenbenskusten): 1

1983
- Festival Brasileiro de Futebol: 1

1997

## Stadion

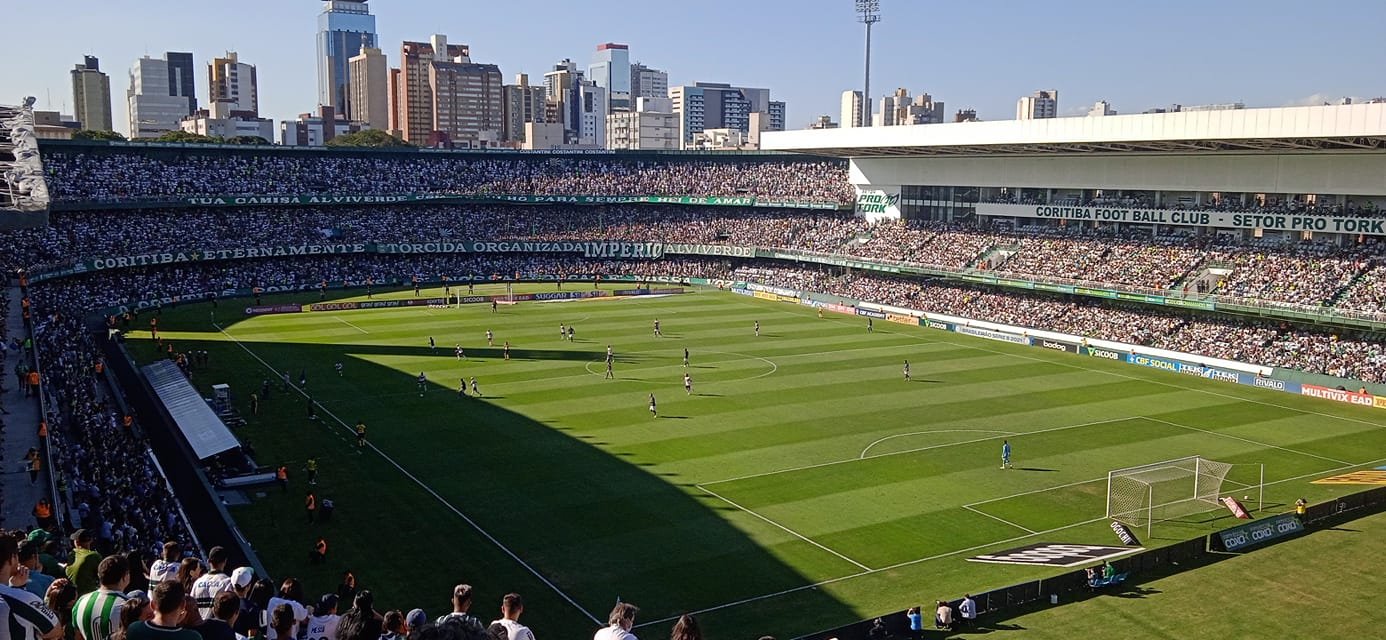
Couto Pereira

Estádio Couto Pereira är Coritibas hemmaarena.
- Namn: Estádio Major Antônio Couto Pereira
- Kapacitet: 40 502
- Adress: Rua Ubaldino do Amaral, 37
- Publikrekord: (Allmänt) – 70 000 (Påve Johannes Paulus II, 1980) , (Match) – Stadions publikrekord i en fotbollsmatch ligger för närvarande på 65 943, satt den 15 maj 1983 när Atlético-PR spelade mot Flamengo (2–0).
- Planmått: 109,00m x 72,00m
- Invigningsår: 1932

Major Antônio Couto Pereira Stadium grundades år 1932 och har för närvarande en kapacitet på 40 502 personer. Det är känt som Couto Pereira eller Alto da Glória av fans och pressen.
Marken för stadion donerades av Nicolau Scheffer, eller såldes för en symbolisk summa på grund av skatter. På den tiden var det en avlägsen plats, och det sades ofta att det inte skulle vara livsdugligt på grund av avståndet.
I en renovering som ägde rum år 2005 förstorades planens dimensioner och skyddstängslen togs bort, vilket underlättade för åskådarna att se matchen från alla sektorer av stadion. Dessutom moderniserades utrustning som reservbänkar och mål, samt hela planen byttes ut och renoveringar gjordes av de interna faciliteterna (omklädningsrum och rum).
Ursprungligen kallad Estádio Belfort Duarte, ändrades dess namn till det nuvarande år 1977 efter renoveringar för expansion, som en hyllning till en av de personer som mest ansvarade för att stadion blev verklighet.

## Supportrar

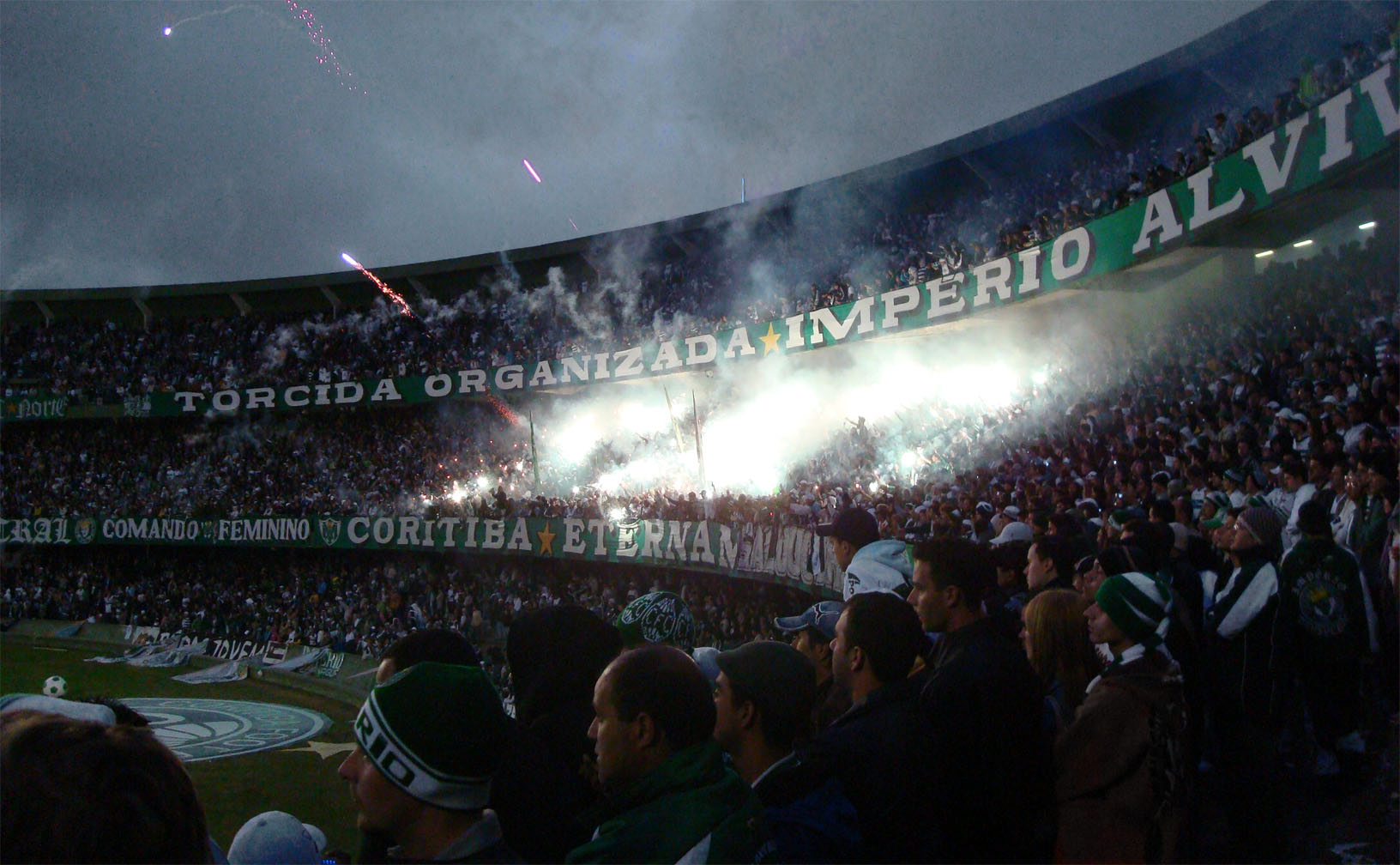
Império Alviverde

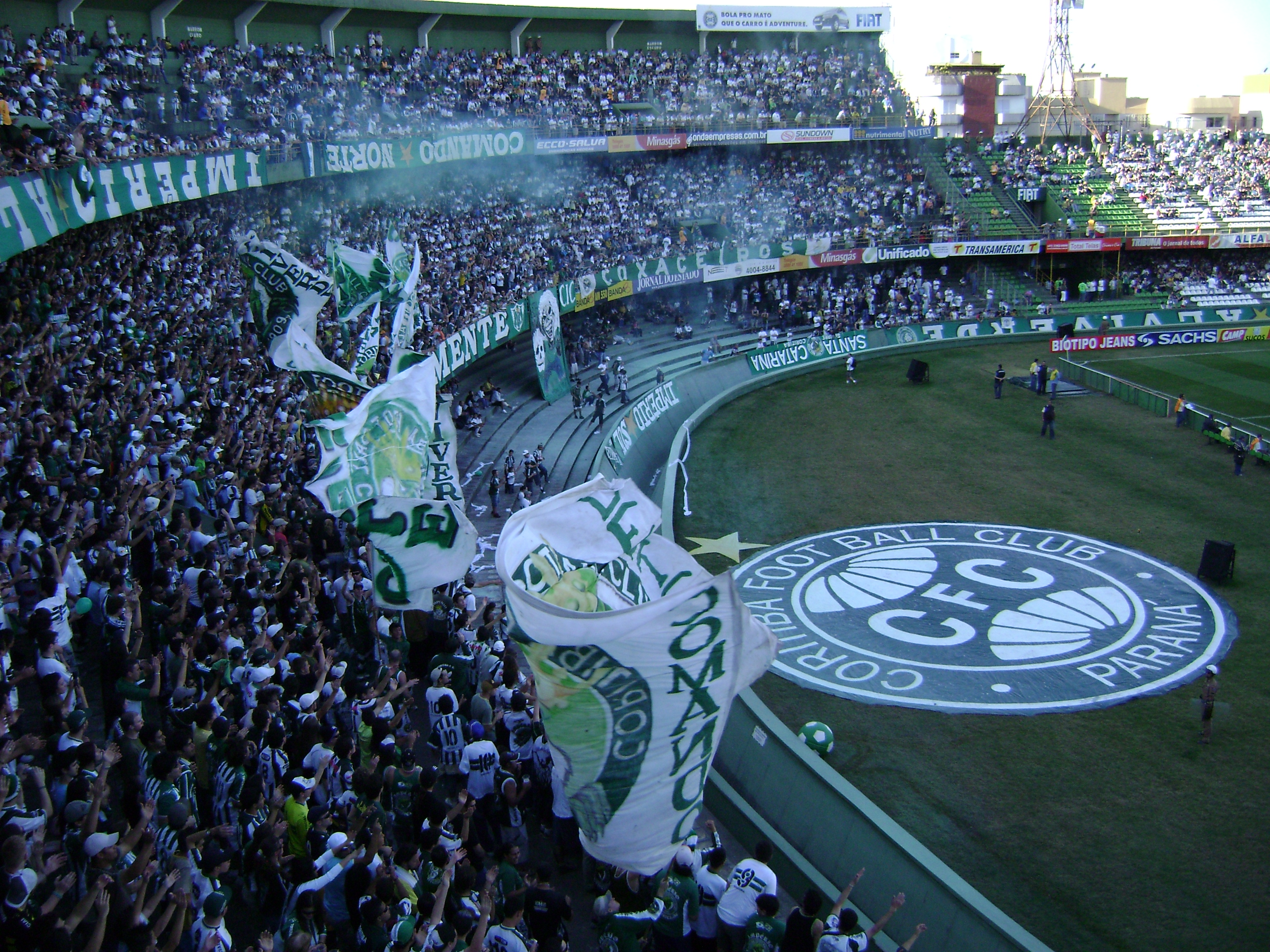
Coritibas supportrar

Klubbens främsta organiserade supportergrupp är Império Alviverde, grundad år 1977. Gruppen bär gröna och vita färger och är också känd som en av de största organiserade supportergrupperna i den södra regionen av Brasilien, om inte den största.
Förutom att vara en av de mest traditionella klubbarna i delstaten är Coxa Brancas supportrar också en av de mest traditionella i Paraná. Redan år 1939 skapade Pinha (Luis Vila), en tidigare Coxa-målvakt, den första organiserade supportergruppen i delstaten Paraná, som kännetecknades av trummande och uppmuntrande sånger och skiljde sig från sina rivaler.
År 1986 och 2004 var de närvarande, genom Copa Libertadores da América, i alla länder där Coritiba spelade turneringen, som Peru, Paraguay och Argentina. Deras främsta organiserade supportergrupp är Império Alviverde.
År 2010 närvarade fansen fortfarande vid alla tio lagets matcher i Joinville under den stränga bestraffningen som klubben ådrog sig, vilket innebar totalt 33 156 fans och ett genomsnitt på 3 315 personer per match, även när de spelade 130 kilometer från Curitiba, vilket visar att styrkan och passionen för klubben inte har några gränser.
Traditionella i hela södra Brasilien, Coxas supportrar är bland de största bland de södra klubbarna. En undersökning utförd av IBOPE år 2010 pekar på Paraná-klubben som den tredje största supporterbaser i den södra regionen. Coritiba-supportrarna har fortfarande den högsta genomsnittliga publiken i delstatsmästerskapet, med högsta genomsnittet under 14 av de senaste 21 åren med registrerade åskådarantal (1994 till 2019); när de inte är först, nästan alltid andra, liknande det som händer i Brasilianska mästerskapet.
Coritiba-supportrarna är också kända för att vara värdar för Green Hell på Couto Pereira, vilket leder supportrarna att alltmer innovativt använda pyroteknik, rök, papper, fyrverkerier och belysning, både dag och natt.
Den näst största organiserade supportergruppen för Coritiba är Dragões Alviverde. Dragões Alviverde grundades år 1996.

## Rivaliteter
Coritibas största rivaler kommer från samma stad: Atlético-PR och Paraná Clube. Matcherna mellan Coritiba och Atlético-PR kallas "Atle-Tiba" medan matcherna mellan Coritiba och Paraná är kända som "Para-Tiba".

### Atletiba

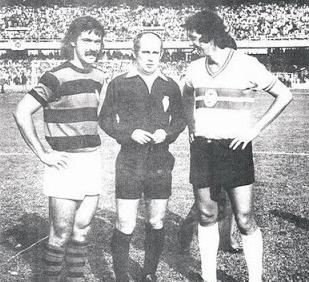
Atletiba (1972)

Det klassiska mötet Atletiba är namnet på sammandrabbningen mellan Coritiba och Atlético Paranaense, båda klubbarna från staden Curitiba, som har ägt rum sedan den 8 juni 1924, då Verdão krossade sina rivaler med 6-3. Under åren har rivaliteten växt och betraktas för närvarande som en av de största rivaliteterna i den södra regionen av landet, som ett resultat av de många avgörande matcherna som dessa två rivaler har spelat, vilket gör dem till klubbarna med de största supportrarbaserna i delstaten Paraná. Den största utklassningen i sammandrabbningen ägde rum den 14 november 1959 när Coxa besegrade sina rivaler med 6-0.

### Paratiba
Paratiba är klassikern mellan Coritiba och Paraná. Den första klassikern, vunnen av Coritiba med 1-0, ägde rum den 4 februari 1990. De största utklassningarna i duellen ägde rum 2002, en 6-1-seger för Paraná, och 2021, en 5-0-seger för Coxa-Branca.

## Nuvarande trupp

### Förstalagstrupp
| Nr | Land      | Pos | Namn                                       |
| -- | --------- | --- | ------------------------------------------ |
| 2  | Brasilien | F   | Diogo Batista                              |
| 4  | Brasilien | F   | Marcelo Benevenuto (på lån från Fortaleza) |
| 5  | Brasilien | F   | Maurício Antônio                           |
| 6  | Brasilien | MF  | Bruno Gomes                                |
| 7  | Brasilien | MF  | Andrey                                     |
| 8  | Brasilien | MF  | Arilson                                    |
| 9  | Brasilien | A   | Leandro Damião                             |
| 13 | Brasilien | F   | Guilherme Aquino                           |
| 14 | Brasilien | F   | Thalisson                                  |
| 15 | Brasilien | MF  | Fransérgio                                 |
| 16 | Brasilien | F   | Natanael                                   |
| 18 | Brasilien | MF  | Matheus Bianqui                            |
| 19 | Colombia  | MF  | Sebastián Gómez                            |
| 20 | Brasilien | MF  | Matheus Frizzo (på lån från Tombense)      |
| 21 | Brasilien | A   | Guilherme Brandão                          |
| 22 | Brasilien | A   | Figueiredo (på lån från Vasco da Gama)     |
| 25 | Brasilien | MF  | Jorge Vinicius                             |
| 26 | Brasilien | F   | Bruno Melo (på lån från Fortaleza)         |

| Nr | Land      | Pos | Namn                                       |
| -- | --------- | --- | ------------------------------------------ |
| 30 | Brasilien | A   | Robson                                     |
| 33 | Brasilien | A   | David (på lån från Fortaleza)              |
| 36 | Brasilien | MF  | Vini Paulista                              |
| 38 | Brasilien | MF  | Geovane Meurer                             |
| 47 | Brasilien | F   | Jean Pedroso                               |
| 57 | Brasilien | A   | Wesley Moreira                             |
| 66 | Brasilien | F   | Rodrigo Gelado                             |
| 67 | Brasilien | MV  | Benassi                                    |
| 70 | Brasilien | MF  | Matheus Dias                               |
| 72 | Brasilien | MV  | Pedro Morisco                              |
| 77 | Brasilien | A   | Éberth                                     |
| 82 | Brasilien | MF  | Jean Gabriel                               |
| 83 | Brasilien | F   | Jamerson                                   |
| 98 | Brasilien | A   | Lucas Ronier                               |
| 99 | Brasilien | A   | Thiago Azaf                                |
|    | Brasilien | MV  | Gabriel Leite                              |
|    | Brasilien | A   | Diogo Oliveira (på lån från Plaza Colonia) |

### Ungdomslag
| Nr | Land      | Pos | Namn                |
| -- | --------- | --- | ------------------- |
| 12 | Brasilien | MV  | Guilherme Christino |
|    | Brasilien | A   | Ruan Assis          |

### Utlånade spelare
| Nr | Land | Pos | Namn |
| -- | ---- | --- | ---- |

| Nr | Land | Pos | Namn |
| -- | ---- | --- | ---- |

## Klubb

### Namn
Den nuvarande och officiella namnet på staden Curitiba fastställdes 1919, tio år efter klubben grundades, vilken faktiskt hette Coritiba. På grund av traditionen behöll klubben sitt ursprungliga namn tillsammans med orden "foot ball" och "club".
Namnet "Curitiba" hade genomgått många ortografier genom historien, såsom Coritiba och Curityba på grund av kulturella mångfald inom staden.

### Färger och logotyp
Klubbens färger är grönt och vitt, färgerna på Paraná statens flagga.
Grundad den 12 oktober 1909, är Coritiba den äldsta "grön och vit" laget i brasiliansk fotboll.
Klubbens logotyp är en grön glob med initialerna CFC i vitt över mitten, tillsammans med tolv vita stiliserade tallfrön. Logotypens färger, grönt och vitt, är desamma som Paranás delstatsflagga.
Coritibas första logotyp var enkel: en vit bakgrund inne i en grön cirkel, med initialerna CFC i grönt.

### Lagkläder
Coritibas första kläder användes från 1909 till 1916, och bestod av gröna och vita vertikala ränder.
Coritibas andra kläder, använda från 1916 till 1976, var helt vita.
Den nuvarande hemmatröjan består av en vit tröja, med två gröna parallella horisontella ränder och svarta shorts och vita strumpor. Bortatröjan består av en grön och vit randig tröja, svarta shorts och gröna strumpor. Dessa kit antogs år 1976.

### Maskot
Klubbens maskot är en gammal man med smeknamnet Vovô Coxa (Morfar Coxa), och representerar klubbens tradition att vara den äldsta fotbollsklubben i Curitiba.

### Hymn
De officiella klubbhymnens texter komponerades av Cláudio Ribeiro, och musiken av Homero Rébuli. En inofficiell hymn existerar, med titeln Coritiba Eterno Campeão (Coritiba den Eviga Mästaren), som komponerades av Francis Night. En tredje hymn, med texter komponerade av Vinicius Coelho, och musik av Sebastião Lima, kallas också Eterno Campeão.